# Maksim Ramàixtxanka
Maksim Iúrievitx Ramàixtxanka és un exfutbolista belarús de la dècada de 2000.
Fou 64 cops internacional amb la selecció de Belarús. Pel que fa a clubs, defensà els colors de Dnepr Mogilev, Poligraphtekhnika Oleksandria, Fandok Bobruisk, MPKC Mozyr, Gaziantepspor, Trabzonspor, Dynamo Moscou, Torpedo Moscou i Bursaspor.